# Ferdinand Brickwedde

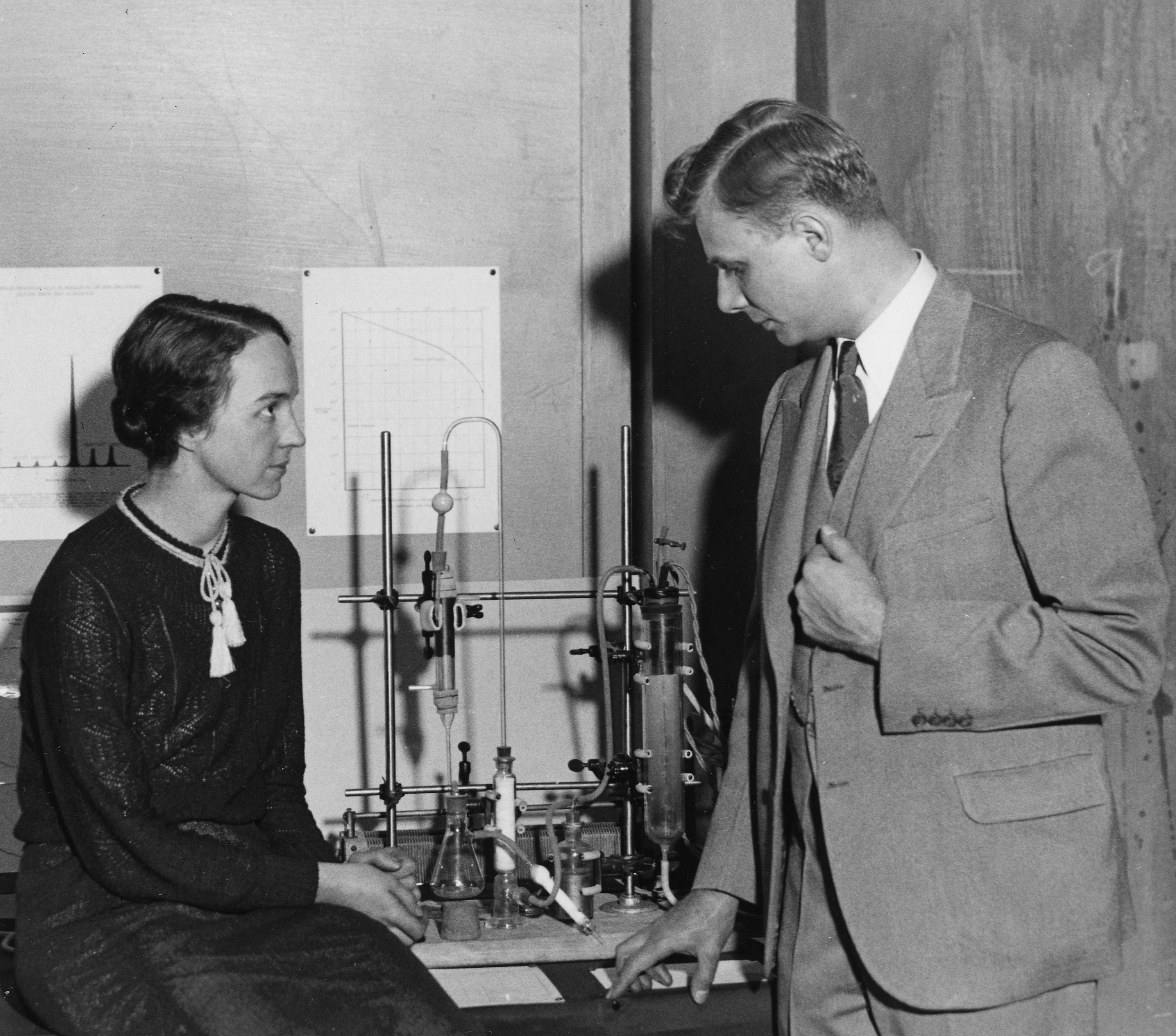
Ferdinand G. Brickwedde và vợ ông, nhà vật lý Marion Langhorne Howard Brickwedde (1909–1997). Ở giữa họ là thiết bị chế tạo nước nặng.

Ferdinand Graft Brickwedde (1903–1989), là một nhà vật lý thuộc Cục Tiêu chuẩn Quốc gia (nay là Viện Tiêu chuẩn và Kĩ thuật Quốc gia), năm 1931 ông chế tạo được mẫu Hydro đầu tiên có thể quan sát được quang phổ củaDeuteri (đồng vị nặng của hydro). Đây là một bước quyết định trong việc khám phá ra deuteri, nhờ vào việc này mà cộng sự của ông, Harold Urey, được trao giải Nobel hóa học năm 1934.
Brickwedde được đào tạo tại Đại học Johns Hopkins, nhận bằng cử nhân năm 1922, thạc sĩ năm 1924, và tiến sĩ năm 1925. Năm 1925 ông tham gia Cục Tiêu chuẩn Quốc gia với cương vị Mansell Research Associate, được tiến cử làm chủ nhiệm phòng Thí nghiệm Nhiệt độ Thấp (Low Temperature Laboratory) vào năm 1926, và chủ nhiệm Heat and Power Division vào năm 1946.
Năm 1956, Brickwedde được bổ nhiệm làm chủ nhiệm ban Hóa học và Vật lý thuộc trường Đại học bang Pennsylvania. Ông đảm nhiệm vị trí này cho đến năm 1963, sau đó được bổ nhiệm làm Giáo sư Vật lý Danh dự viện nghiên cứu Evan Pugh, ông đảm nhiệm vị trí này cho đến lúc mất vào năm 1989.